# مستشفى الجهاز التنفسى والرعاية الرئوية بالسويس
مستشفى الجهاز التنفسى والرعاية الرئوية أو مستشفي صدر السويس هي مستشفي لعلاج أمراض الصدر في السويس، السويس، مصر.

## الوصف
مبنى المستشفي الجديد على مساحة 1500 متر ويتسع لعدد 93 سريرًا، منها 11 سريرًا تمثل عنبر العزل وحجز المصابين بأمراض معدية، بجانب 72 سرير إقامة بالقسم الداخلي، و10 أسرة للعناية المركزة ومرضى الصدر.

## أنظر أيضاً
- مستشفى الأمراض الصدرية بالعباسية
- مجمع السويس الطبى